# Fabiola Zuluaga
Fabiola Zuluaga (Cucuta, 1979. január 7.) kolumbiai teniszezőnő. 1994-ben kezdte profi pályafutását és 2005-ben vonult vissza. Karrierje során öt WTA és kilenc ITF-tornát nyert meg. Legjobb világranglistán elért helyezése tizenhatodik volt, ezt 2005 januárjában érte el.

## Eredményei Grand Slam-tornákon

### Egyéniben
| Torna           | 2005  | 2004  | 2003  | 2002  | 2001 | 2000  | 1999  | 1998  |
| --------------- | ----- | ----- | ----- | ----- | ---- | ----- | ----- | ----- |
| Australian Open | 2.kör | 1/2D  | 1.kör | -     | -    | 2.kör | -     | -     |
| Roland Garros   | 2.kör | 4.kör | 3.kör | 1.kör | -    | 3.kör | 3.kör | -     |
| Wimbledon       | -     | 1.kör | 2.kör | -     | -    | -     | 1.kör | -     |
| US Open         | 2.kör | 3.kör | 3.kör | 2.kör | -    | -     | 2.kör | 2.kör |

## Év végi világranglista-helyezései
| Év       | 1994 | 1995 | 1996 | 1997 | 1998 | 1999 | 2000 | 2001 | 2002 | 2003 | 2004 | 2005 |
| Helyezés | 398. | 292. | 124. | 208. | 95.  | 48.  | 42.  | 277. | 74.  | 38.  | 23.  | 84.  |